# HI・TOUCH-HI・TECH
『HI・TOUCH-HI・TECH』（ハイタッチ・ハイテック） は、EPOの5枚目のオリジナル・アルバム。1984年2月21日に発売された。発売元はDear Heart / RVC。

## 概要
本作はDear Heart/RVC在籍時代最後のオリジナル・アルバムとなった。高見知佳に提供しシングルとして発売された楽曲「くちびるヌード」のセルフカバーやシュガー・ベイブ「こぬか雨」のカバー、伊東ゆかりのアルバム『MISTY HOUR』収録曲として提供した「告白」のタイトルを変えてセルフカバーした「赤い媚薬」、『オレたちひょうきん族』のエンディングテーマとして使用された「涙のクラウン」などが収録されている。M-1「恋はハイ・タッチ-ハイ・テック」は、M-3「くちびるヌード・咲かせます」とのカップリングで本作の発売からおよそ2週間後にシングルカットされた。

## 背景
当時は ″テクノ″ という言葉が非常に流行していたが、その一方で、技術的・機械的なものが広まると人はその反動で手触りの良いもの、人間らしいものを求めるようになるという説が評論家の間で唱えられていた。『HI・TOUCH-HI・TECH』というアルバムタイトルは、前作『VITAMIN E・P・O』と同様にこのような時代背景を意識して付けられたもので、機械と人間の共存を理想とし、″進歩した技術と人間とで仲良くやっていきましょう″ というメッセージが込められている。

## 収録曲

### LP・CT
| 全作詞・作曲: EPO、全編曲: 清水信之。 |                                   |       |            |      |
| #                                     | タイトル                          | 作詞  | 作曲・編曲 | 時間 |
| 1.                                    | 「恋はハイ・タッチ-ハイ・テック」 | EPO   | EPO        | 4:01 |
| 2.                                    | 「赤い媚薬」                      | EPO   | EPO        | 5:11 |
| 3.                                    | 「くちびるヌード・咲かせます」    | EPO   | EPO        | 3:52 |
| 4.                                    | 「朝のドライブ」                  | EPO   | EPO        | 5:13 |
| 5.                                    | 「置きざりの郵便」                | EPO   | EPO        | 3:56 |
| 合計時間:                             | 合計時間:                         | 22:13 |            |      |

| 全作詞・作曲: EPO (特記以外)、全編曲: 清水信之。 |                                                      |                |                |      |
| #                                                | タイトル                                             | 作詞           | 作曲・編曲     | 時間 |
| 1.                                               | 「RADIO DEAR HEART (WDEAR 499)」                     | EPO (特記以外) | EPO (特記以外) | 4:25 |
| 2.                                               | 「涙のクラウン」                                     | EPO (特記以外) | EPO (特記以外) | 3:13 |
| 3.                                               | 「海沿いの秋」                                       | EPO (特記以外) | EPO (特記以外) | 4:34 |
| 4.                                               | 「こぬか雨」(作詞:伊藤銀次、山下達郎・作曲:伊藤銀次) | EPO (特記以外) | EPO (特記以外) | 3:36 |
| 5.                                               | 「ラスト・ワルツ」                                   | EPO (特記以外) | EPO (特記以外) | 2:03 |
| 合計時間:                                        | 合計時間:                                            | 17:51          |                |      |

### CD・Blu-spec CD2
| 全作詞・作曲: EPO (特記以外)、全編曲: 清水信之。 |                                                      |                |                |      |
| #                                                | タイトル                                             | 作詞           | 作曲・編曲     | 時間 |
| 1.                                               | 「恋はハイ・タッチ-ハイ・テック」                    | EPO (特記以外) | EPO (特記以外) | 3:59 |
| 2.                                               | 「赤い媚薬」                                         | EPO (特記以外) | EPO (特記以外) | 5:11 |
| 3.                                               | 「くちびるヌード・咲かせます」                       | EPO (特記以外) | EPO (特記以外) | 3:51 |
| 4.                                               | 「朝のドライブ」                                     | EPO (特記以外) | EPO (特記以外) | 5:12 |
| 5.                                               | 「置きざりの郵便」                                   | EPO (特記以外) | EPO (特記以外) | 3:57 |
| 6.                                               | 「RADIO DEAR HEART (WDEAR 499)」                     | EPO (特記以外) | EPO (特記以外) | 4:26 |
| 7.                                               | 「涙のクラウン」                                     | EPO (特記以外) | EPO (特記以外) | 3:12 |
| 8.                                               | 「海沿いの秋」                                       | EPO (特記以外) | EPO (特記以外) | 4:31 |
| 9.                                               | 「こぬか雨」(作詞:伊藤銀次、山下達郎・作曲:伊藤銀次) | EPO (特記以外) | EPO (特記以外) | 6:28 |
| 10.                                              | 「ラスト・ワルツ」                                   | EPO (特記以外) | EPO (特記以外) | 2:04 |
| 合計時間:                                        | 合計時間:                                            | 42:51          |                |      |

## 参加ミュージシャン
- Keyboards, Linn Drums：清水信之
- Synthesizer Programming：松武秀樹
- Guitar：村松邦男
- Bass：富倉安生、後藤次利
- Simmons Drums：鈴木さえ子、EPO
- Acoustic Piano：乾裕樹
- Sax：矢口博康、Jake H. Conception
- Trumpet：数原晋
- Back Vocals: EPO、安部恭弘、小山かおる、坂井利衣、清水信之

## 発売履歴
| 地域 | リリース日    | レーベル         | 規格         | 規格品番   | 備考                   |
| ---- | ------------- | ---------------- | ------------ | ---------- | ---------------------- |
| 日本 | 1984年2月21日 | Dear Heart / RVC | 30cmLP       | RAL-8811   |                        |
| 日本 | 1984年2月21日 | Dear Heart / RVC | カセット     | RAT-8811   |                        |
| 日本 | 1984年        | Dear Heart / RVC | 12cmCD       | RACD-2     | 初CD化                 |
| 日本 | 1986年8月15日 | Dear Heart / RVC | 12cmCD       | R32A-1015  | 廉価再発盤             |
| 日本 | 1991年8月21日 | RCA/BMGビクター  | 12cmCD       | BVCR-2524  | 廉価再発盤             |
| 日本 | 1995年3月24日 | RCA/BMGビクター  | 12cmCD       | BVCR-8011  | Q盤 音パレード         |
| 日本 | 1999年6月23日 | RCA/BMGジャパン  | 12cmCD       | BVCK-38009 | RCA CD名盤選書         |
| 日本 | 2007年4月25日 | RCA/BMG JAPAN    | 12cmCD       | BVCK-17006 | 紙ジャケット仕様       |
| 日本 | 2015年4月8日  | Sony Music       | Blu-spec CD2 | MHC7-30028 | タワーレコード限定販売 |
| 日本 | 2019年10月1日 | Sony Music       | 音楽配信     |            | ハイレゾ有             |
| 日本 | 2024年9月25日 | Sony Music       | Blu-spec CD2 | MHCL-31022 |                        |

## 評価
コンピュータ専門誌「MSXマガジン」に掲載されたレビュー記事では、本作でEPOのスタイルが確立されているため、全く違ったものに挑戦してもよいのではないかと記されている。

## 参考資料
- オリコン・マーケティング・プロモーション『ALBUM CHART-BOOK COMPLETE EDITION 1970-2005』オリコン・エンタテインメント、2006年4月25日。ISBN 978-4-87131-077-2。 NCID BA78143746。
- 『MSXマガジン』1984年4月号、アスキー、1984年4月1日。

### 音楽配信
- HI・TOUCH-HI・TECH - mora
- HI・TOUCH-HI・TECH - AWA
- HI・TOUCH-HI・TECH - Spotify
- HI・TOUCH-HI・TECH - Apple Music